# 博尼法斯
博尼法斯（拉丁語：Bonifatius），卒于432年，罗马帝国将领。

## 生平
博尼法斯首次出现在历史记载中是413年，作为君士坦提乌斯手下的将领对抗西哥特人。后来调往阿非利加，因指挥蛮盟军队对抗毛里人而闻名。在北非，他还与神学家希波的奥古斯丁建立了友谊。
约422年，他被召回首都拉文纳，与哥特裔妻子佩拉吉雅成婚并继承了岳父的私军，还成为了皇帝霍诺留的妹妹普拉西提阿的亲信（protégé）。在随后前往希斯帕尼亚对抗汪达尔人的军事行动中，因为与远征军统帅卡斯提努斯不和，他私自离开了军队，回到了阿非利加，在可疑的情况下夺取了当地军队的指挥权。
423年霍诺留去世，卡斯提努斯将约安尼斯立为皇帝。但是控制阿非利加的博尼法斯拒绝承认其地位。425年，在东罗马的干预下，约安尼斯被杀，普拉西提阿与君士坦提乌斯的儿子瓦伦丁尼安被立为皇帝，实际权力由成为太后的普拉西提阿掌控。博尼法斯向新政权效忠。
427年，据说是在埃提乌斯挑拨下，全军统帅费利克斯向普拉西提阿指控博尼法斯图谋在阿非利加自立为帝。普拉西提阿遂征召博尼法斯入朝，被博尼法斯拒绝。双方爆发战争。在数年的内战中，费利克斯的军队未能击败博尼法斯。
传统观点认为为了对抗费利克斯，博尼法斯邀请了汪达尔人进入阿非利加。不过现代史学家对这种记载提出了许多质疑。无论如何，429年，汪达尔人进入了阿非利加，并且迅速占领了大片土地。这可能是导致博尼法斯随后与朝廷和解的重要原因。
429年，埃提乌斯被任命为御前骑兵统帅，430年，费利克斯在一场据说是埃提乌斯挑起的兵变中被杀。博尼法斯也与拉文纳朝廷和解。
432年，太后普拉西提阿再次征召博尼法斯入朝，随即授予他勋贵头衔并将他提拔为全军统帅，掌控最高军权，以削弱当时的正在谋求全军统帅职位的埃提乌斯的权力。埃提乌斯随即叛乱，与博尼法斯在拉文纳附近的里米尼爆发战斗，博尼法斯取胜。
然而博尼法斯在战斗中负伤，很快去世。其女婿塞巴斯蒂安继承了全军统帅的职务。不久，埃提乌斯得到了匈人的支持，很快卷土重来，塞巴斯蒂安无力抵抗，随即被罢免并流放。埃提乌斯成为了新的全军统帅，掌握西罗马大权，并且娶了博尼法斯的遗孀。